# František Josef Studnička
František Josef Studnička, né  le 27 juin 1836 à Janov près de Soběslav et mort le 21 février 1903 à Prague est un mathématicien, enseignant et écrivain tchèque.  

## Biographie
František Josef Studnička, le fils d’un enseignant à l’école paroissiale, termine ses études secondaires au lycée de Jindřichův Hradec (Neuhaus en allemand à l’époque). Il y est remarqué pour ses résultats excellents dans toutes les disciplines au programme (religion, latin, grec, allemand, tchèque, mathématiques, physique, histoire naturelle et philosophie). Dès cette période, il s’intéresse particulièrement aux sciences grâce à son professeur, Eduard Schöbl, et à la fin de 1857 entre à la Faculté des arts de l’université de Vienne, où mathématiques et physique étaient mieux représentées. 
Studnička se passionne pour la géographie, au point d’être élu le 6 mars 1860 à la Société de géographie de Vienne. Il obtient un doctorat l’année suivante, ainsi que sa qualification comme enseignant de mathématiques et de physique. 
Ayant développé de l’asthme pendant ses années à Vienne, il retourne sur les conseils de son médecin en Bohème, y travaillant comme tuteur privé. De 1862 à 1864, il remplace ensuite Vincent Šimerka au lycée allemand de České Budějovice ; il y enseigne surtout les mathématiques, mais est aussi suppléant pour d’autres sujets et donne des cours gratuits de sténographie, une technique importante pour l’administration de Budějovice.
Il épouse le 7 août 1865 Josefina Pospíšilová, avec qui il a six enfants entre 1869 et 1884 ; un de leurs fils devient professeur à l’université technique de Brno.

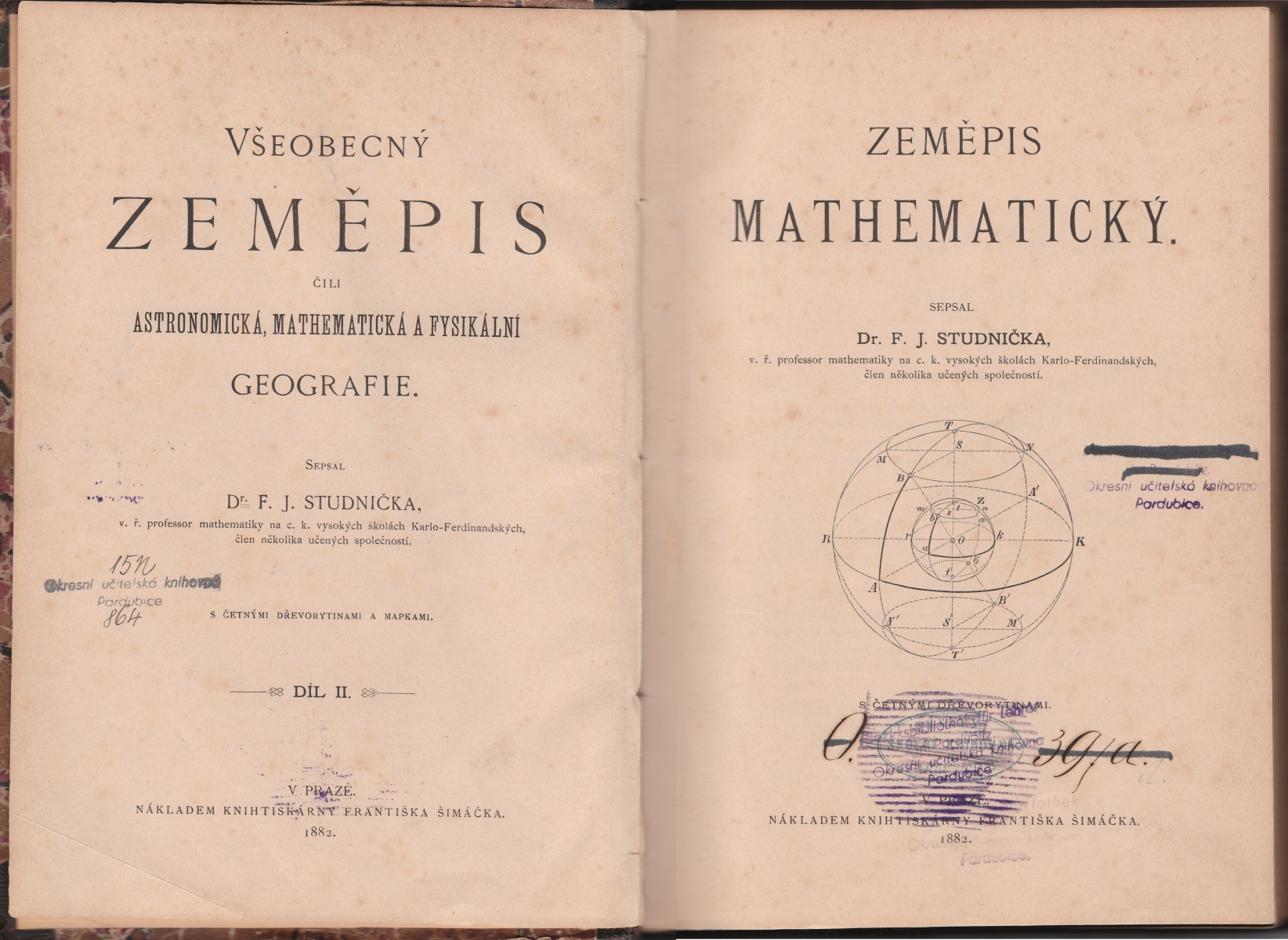
Page titre de la Všeobecného zeměpisu (Géographie mathématique) de Studnička en 1882.

Studnička travaille alors pour l’École polytechnique de Prague, d’abord comme maître de conférences de mathématiques supérieures et de mécanique analytique, puis comme  professeur titulaire après le décès du professeur de mathématiques en titre, Gustav Skřivan, en 1866 ; il y enseigne en tchèque. 
En 1871, il est nommé professeur ordinaire de mathématiques de l’université Charles de Prague, en remplacement de Wilhelm Matzka. Lorsque l’université est divisée en deux, une université allemande et une université tchèque, en 1882,  Studnička devient  doyen de la Faculté de la partie tchèque ; il est aussi recteur de l’université en 1888-1889.
Studnička joue un rôle important dans la création et le fonctionnement de l’Union des mathématiciens tchèques, donnant des conférences publiques afin de lever des fonds pour la publication d'ouvrages scientifiques en tchèque et s'occupant pendant dix ans de la revue Časopisu pro pěstování mathematiky a fysikyjusqu’en 1881. Il est aussi membre, à l’étranger, de la Deutsche Mathematiker-Vereinigung, de la Société mathématique de France, du Cercle mathématique de Palerme et de la Société mathématique de l’université de Moscou. Il est également secrétaire pour l’Autriche-Hongrie de l’association internationale pour l’étude des quaternions et des sujets connexes.

## Travaux
La bibliographie de František Josef Studnička contient plus de 300 titres,. Outre des articles de recherche, il a rédigé plusieurs ouvrages de mathématiques pour le lycée et l’université. 
Dans sa génération, les mathématiques et les sciences dans leur ensemble, étaient enseignées en allemand, et la terminologie en tchèque manquait même pour écrire des manuels modernes pour les collèges et les lycées, a fortiori pour l’université. Studnička hérite à ce propos du projet de son prédécesseur Skrivan, à savoir le besoin de fournir aux étudiants tchèques des livres de bon niveau dans leur langue. 
Il commence en 1865 par des Fondements de trigonométrie sphérique et il doit publier à ses frais un ouvrage dont il jugeait le contenu indispensable, un cours de calcul différential et intégral, entre 1867 et 1871. Un cours plus avancé, l’intégration des équations différentielles, est la base de la troisième partie de son ouvrage. L'objectif de Studnička est à la fois de donner les connaissances indispensables à l’emploi des mathématiques dans les sciences et la technologie, et de permettre aux quelques étudiants qui le souhaitent de continuer des recherches avancées de mathématiques. Son approche pédagogique est de donner la priorité, non aux théories les plus générales, mais à des exemples détaillés dont il montre les connexions. Les déterminants et leurs usages apparaissent dans les éditions ultérieures de son cours. 
En 1869, Studnička publie aussi des tables de logarithmes, qui sont largement utilisées dans les écoles et  qui connaissent sept éditions avant 1898. En 1874, il complète l’ouvrage de Skrivan sur la géométrie plane par une introduction à la géométrie dans l’espace.

## Honneurs
- membre honoraire de l’Union des mathématiciens tchèques en  1870.
- membre de la Société royale des sciences de Bohême.
- membre correspondant de la Société royale des sciences de Liège en 1880.
- membre de l’Académie tchèque de l’empereur François Joseph pour les sciences, la littérature et les arts en 1890.
- Ordre impérial et tsariste de Saint-Stanislav II. classe, 17 novembre 1886[12].
- Ordre de la Couronne de fer (Autriche) de troisième classe[12].